# Vrena distrikt
Vrena distrikt är ett distrikt i Nyköpings kommun och Södermanlands län. 
Distriktet ligger nordväst om Nyköping. 

## Tidigare administrativ tillhörighet
Distriktet inrättades 2016 och utgörs av socknarna Vrena, Halla och Husby-Oppunda i Nyköpings kommun.
Området motsvarar den omfattning Vrena församling hade 1999/2000 och fick 1995 när socknarnas församlingar gick samman.